# Genossenschaft Migros Wallis
Die Genossenschaft Migros Wallis (französisch Société coopérative Migros Valais) ist eine von zehn Genossenschaften der Migros. Sie hat ihren Sitz in Martigny und ist ein rechtlich eigenständiges Unternehmen innerhalb des Migros-Genossenschafts-Bundes (MGB). Gemessen am Umsatz ist die 1955 gegründete Migros Wallis die kleinste aller Migros-Genossenschaften.

## Organisation und Kennzahlen
Das Einzugsgebiet der Genossenschaft Migros Wallis umfasst den gesamten Kanton Wallis. Am Genossenschaftskapital des MGB hält sie einen Anteil von 1,7 %. Im Jahr 2021 zählte die Migros Wallis rund 83'000 Genossenschafter, die durch einen alle vier Jahre neu gewählten Genossenschaftsrat mit 30 Mitgliedern vertreten werden (je zehn aus dem Ober-, Mittel- und Unterwallis). Sechs der Ratsmitglieder sind gleichzeitig Delegierte an die Delegiertenversammlung des MGB. 2021 erwirtschafteten rund 1'400 Mitarbeitende (im Jahresdurchschnitt) einen Umsatz von 486,7 Millionen Franken. Der Hauptsitz der Genossenschaft ist das Verteilzentrum in Martigny.
Um die Effektivität des Supermarktgeschäft zu steigern nahm am 1. Januar 2024 die zentral gesteuerte Migros Supermarkt AG als Tochterunternehmen des MGB den Betrieb auf.

## Geschäftstätigkeit
Zur Genossenschaft Migros Wallis gehören:
- 29 Supermärkte und Einkaufszentren
- 9 Fachmärkte (5 Melectronics, 4 SportX)
- 2 Outlet-Center
- 13 Migros-Partnerläden
- 7 Gastronomiebetriebe (Migros-Restaurant)

Die Migros-Klubschulen wurden Anfang 2022 von Miduca übernommen. 2024 wurden die Melectronics-Fachmärkte geschlossen.

## Geschichte
Die Société Coopérative Migros Lausanne eröffnete am 1. August 1951 in Martigny die erste Migros-Filiale im Kanton Wallis, mit einer Verkaufsfläche von nur 60 m². In den beiden folgenden Jahren kamen Filialen in Brig, Monthey, Sierre und Sion hinzu. Um das Unternehmen besser in der Bevölkerung zu verankern, erfolgte am 5. November 1955 die Gründung der Genossenschaft Migros Wallis, im Beisein von Migros-Gründer Gottlieb Duttweiler und dessen Ehefrau Adele. Die neue Genossenschaft nahm am 6. August 1956 ihren ersten Verkaufswagen in Betrieb, um die vielen abgelegenen Bergdörfer zu bedienen. Im selben Jahr kaufte sie bereits einen Fünftel der Walliser Früchte- und Gemüseproduktion. Den ersten eigenen Laden eröffnete sie 1959 in Visp, während sie die bereits bestehenden markant ausbaute.
Kanton und Gemeinden verlangten für die Verkaufswagen derart hohe Gebühren, dass die Migros juristisch dagegen vorging und vom Bundesgericht Recht erhielt. Auch war es oft schwierig, geeignete Haltestellen zu finden, da die lokalen Gewerbetreibenden starken Druck auf die Grundstücksbesitzer ausübten. Dessen ungeachtet stiessen die Verkaufswagen 1963 bis ins Goms vor. Im selben Jahr erlangte die Genossenschaft die volle organisatorische und betriebliche Unabhängigkeit von Lausanne. 1964 bedienten fünf Verkaufswagen (davon zwei mit Selbstbedienung) insgesamt 166 Ortschaften und legten dabei wöchentlich mehr als 400 km zurück. Nachdem es bisher nur im Rhonetal Migros-Filialen gegeben hatte, kam 1967 mit der Filiale in Crans-Montana die erste im Berggebiet hinzu.
1981 beschäftigte die Genossenschaft Migros Wallis erstmals mehr als tausend Mitarbeiter. Zwei Jahre später ging sie Kooperationen mit unabhängigen Lebensmittelhändlern ein und beliefert sie seither mit Produkten. Beim Hochwasser vom 24. September 1993 trat die Saltina über die Ufer und die Schlammmassen verwüsteten die Filiale in der Nähe des Bahnhofs Brig. Kunden und Personal konnten sich gerade noch rechtzeitig ins erste Stockwerk der angrenzenden Klubschule in Sicherheit bringen. 2001 wurde das von der  Genossenschaft Migros Luzern entwickelte Herkunftslabel „Aus der Region. Für die Region.“ übernommen. Ab 2001 war die Migros Wallis die einzige Genossenschaft der Migros-Gruppe, die Randregionen noch mit Verkaufswagen bediente. Die letzten beiden wurden am 30. November 2007 im Oberwallis ausser Dienst gestellt, womit eine bedeutende Epoche des Schweizer Detailhandels zu Ende ging.
Anfang Dezember 2021 entschieden die Delegierten der Migros Ostschweiz, die Genossenschaftsmitglieder darüber abstimmen zu lassen, ob künftig alkoholische Getränke verkauft werden sollen. Die Urabstimmung fand im Juni und Juli 2022 statt. Dabei lehnten die Mitglieder den Alkoholverkauf mit 60,3 % der Stimmen deutlich ab.